# Jógvan Isaksen

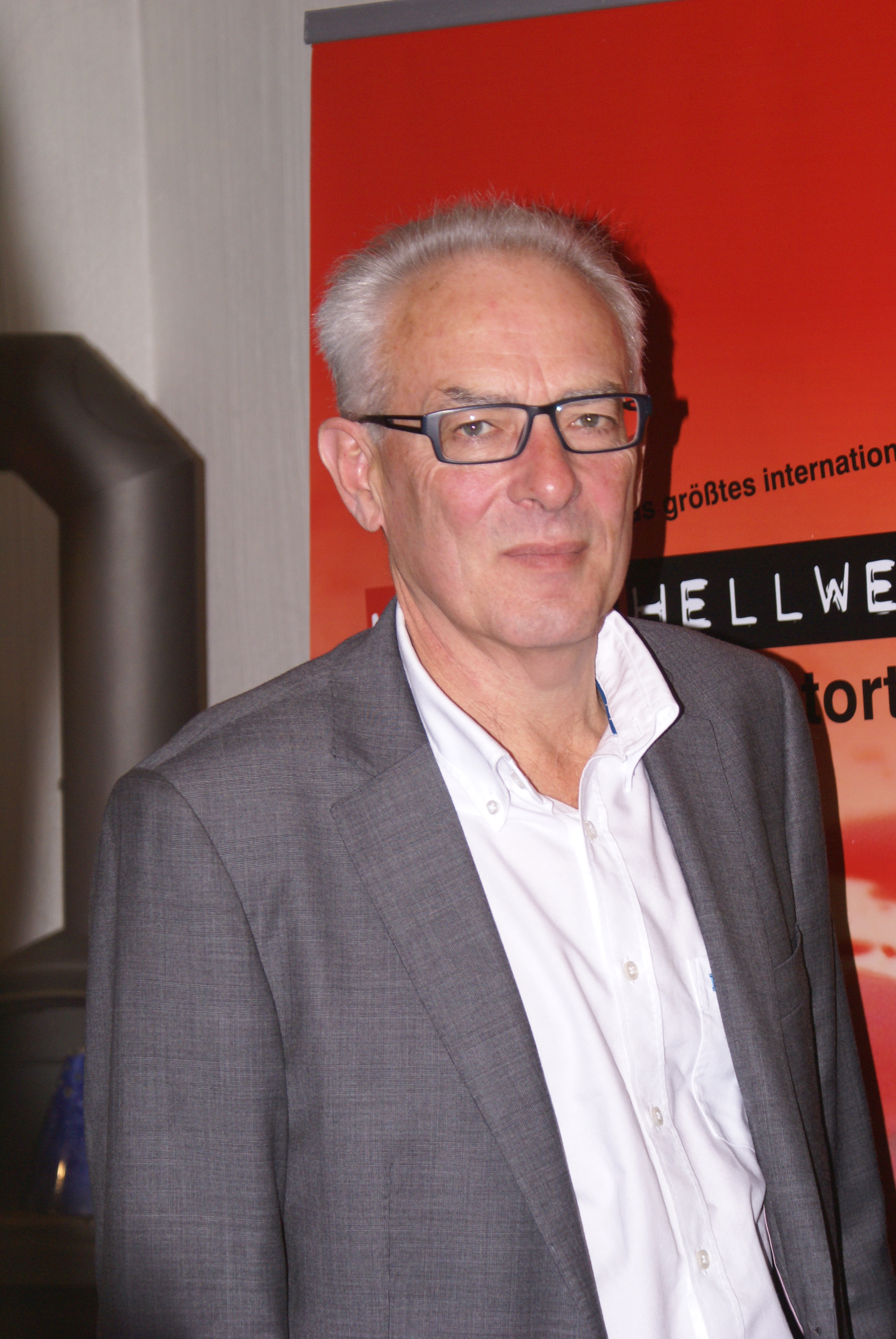
Jógvan Isaksen 2008.

Jógvan Isaksen, född 25 augusti 1950 i Torshamn, är en färöisk författare. Mest känd är han för sina kriminalromaner.

### Romaner (kriminalromaner)
- 1990 – Blíð er summarnátt á Føroyalandi. Kriminalroman
  - 1991 – Danska: Blid er den færøske sommernat, ISBN 87-7456-426-9
  - 2011 – Danska: Blid er den færøske sommernat, 2. udgave, paperback. ISBN 978-87-92286-30-7
- 1994 – Gráur oktober. Kriminalroman
  - 1995 – Danska: Grå oktober, ISBN 87-7456-478-1
  - 2011 – Danska: Grå oktober, 2 utgåva, paperback. ISBN 978-87-92286-31-4
- 2005 – Krossmessa, krimi, ISBN 99918-43-62-0
  - 2009 – Danska: Korsmesse, ISBN 978-87-92286-14-7
  - 2011 – Danska: Korsmesse, 2 utgåva, paperback. ISBN 978-87-92286-39-0
  - 2016 – Engelska: Walpurgis Tide, Norvik Press. ISBN 978-19-09408-24-1
- 2006 – Adventus Domini, krimi
- 2008 – Metusalem, krimi
  - 2011 – Danska: Metusalem, ISBN 978-87-92286-29-1
- 2009 – Norðlýsi, krimi
- 2010 – Norska Løva, krimi
- 2011 – Deydningar dansa á Sandi, krimi,[1]
- 2012 – Tann fimti maðurin, krimi[2]
- 2013 – Prædikarin. Krimi skaldsøga (om William Hammer), Mentunargrunnur Studentafelagsins[3]
- 2014 – Vølundarhús. Krimi (om Hannis Martinsson). Mentunargrunnur Studentafelagsins. ISBN 978-99918-75-24-8
- 2015 – Hitt blinda liðið. Krimi (om William Hammer).  Mentunargrunnur Studentafelagsins. ISBN 978-99918-75-38-5

### Barnböcker
- 1991 – Brennivargurin
  - 1998 – Brandstifteren, Forlaget Vindrose, dansk översättning av Brennivargurin. ISBN 87-7456-564-8
- 1996 – Teir horvnu kirkjubøstólarnir. (Roman för barn och ungdomar)
- 1999 – Barbara og tann horvna bamsan

### Böcker om färöisk litteratur och andra publikationer
- 1983 – Føroyski Mentunarpallurin. Artiklar och recensioner
- 1986 – Ongin rósa er rósa allan dagin. Om Rói Patursson's författarskap
  - 1988 – Ingen rose er rose hele dagen. Rói Paturssons digtning.
- 1987 – Amariel Norðoy. Tekst: Jógvan Isaksen. Poesi: Rói Patursson. Tillsammans med Anfinnur Johansen, Dorthe Juul Myhre, Troels Mark Pedersen och Rógvi Thomsen
- 1988 – Í gráum eru allir litir. Litteratur artiklar
- 1988 – At taka dagar ímillum. Om recensioner
- 1988 – Ein skúladagur í K. Føroyskar skemtisøgur. Utvalda och med efterord av Jógvan Isaksen
- 1989 – Ingálvur av Reyni. Tekst: Gunnar Hoydal. Tillsammans med Dorthe Juul Myhre, Amariel Norðoy och Rógva Thomsen
- 1992 -  Færøsk litteratur. Introduktion og punktnedslag. Det arnamagnæanske institut.
- 1992 – Ingi Joensen: Reflektión. Fotobok. Tillsammans med Dorthe Juul Myhre och Amariel Norðoy
- 1993 – Í hornatøkum við Prokrustes. Om Hanus Kamban's noveller (tidigare känd som Hanus Andreasen)
- 1993 – Færøsk Litteratur. Forlaget Vindrose, ISBN 87-7456-478-1.
- 1995 – Treð dans fyri steini. Litteratur artiklar, 1995.
- 1995 – Zacharias Heinesen. Tekstur: Jógvan Isaksen. Tillsammans med Amariel Norðoy, Dorthe Juul Myhre, Helga Fossádal och Jon Hestoy
- 1996 – Á ólavsøku. Ein summarkrimi í 9 pørtum (En sommar kriminalroman i nio delar). Antonia (utgivare).[4]
- 1996 – Var Kafka klaksvíkingur? 26 recensioner
- 1997 – Tekstur til Amariel Norðoy. Norðurlandahúsið í Føroyum (Nordens Hus på Färöarna)
- 1997 – Omkring Barbara. Greinasavn. Saman við Jørgen Fisker, Nils Malmros og John Mogensen, 1997.
- 1997 – Homo Viator. Om Gunnar Hoydal's författarskap.
- 1998 – William Heinesen: Ekskursion i underverdenen. Utvalda och med efterord av Jógvan Isaksen
- 1998 – Á verðin, verðin! Om romanen "Barbara" av Jørgen-Frantz Jacobsen
- 1999 – Jørgen-Frantz Jacobsen: Den yderste kyst – og andre essays. Utvalda och med efterord av Jógvan Isaksen
- 2000 – Ingálvur av Reyni. Víðkað og broytt útgáva (Udvidet udgave). Sammen med Amariel Norðoy, Dorthe Juul Myhre och Gunnar Hoydal
- 2001 – Livets geniale relief – omkring Jørgen-Frantz Jacobsens roman Barbara, ISBN 87-91078-04-0
- 2004 – Mellem middelalder og modernitet – Omkring William (Om William Heinesen's författarskap)
- 2006 - Loystur úr fjøtrum - Um skaldskapin hjá Heðini Brú, Mentunargrunnur Studentafelagsins. (Om Heðin Brú's forfatterskab)[5][6]
- 2008 - Dulsmál og loynigongir. Ummælir (Anmeldelser). Mentunargrunnur Studentafelagsins
- 2010 - Sóttrøll. Um søgur og skaldsøgur eftir Jens Paula Heinesen, Mentunargrunnur Studentafelagsins. (Om Jens Pauli Heinesen's noveller och romaner).[7]
- 2014 - At myrða við skrivaraborðið. 141 sidor.[8] Mentunargrunnur Studentafelagsins.[9]

## Priser och utmärkelser
- 1994 Färöarnas litteraturpris (Bókmentavirðisløn M.A. Jacobsens) for faglitteratur
- 2006 Färöarnas kulturpris (Heiðursgáva landsins, DKK 75.000), heders gåva från Färöarnas Kulturförvaltning.[10]
- 2011 Färöarnas litteraturpris (Mentanarvirðisløn M.A.Jacobsens) för sitt arbete med att publicera färöiska böcker från förlaget Mentunargrunnur Studentafelagsins.[11]